# António Coelho Guerreiro
António Coelho Guerreiro foi um administrador colonial português que exerceu o cargo de Governador no antigo território português subordinado à Índia Portuguesa de Timor-Leste entre 1702 e 1705, tendo sido antecedido por André Coelho Vieira e sucedido por Lourenço Lopes.